# Ligne Seibu Tamako
La ligne Seibu Tamako (西武多摩湖線, Seibu-Tamako-sen) est une ligne ferroviaire de la compagnie privée Seibu à Tokyo au Japon. Elle relie la gare de Kokubunji à celle de Tamako.
Sur les cartes, la ligne Tamako est de couleur jaune et les stations sont identifiées par les lettres ST suivies d'un numéro.

## Histoire
La ligne a été ouverte le 6 avril 1928.
Le 13 mars 2021, la gare de Seibu-Yūenchi est renommée Tamako.

## Caractéristiques

### Ligne
- Longueur : 9,2 km
- Écartement : 1 067 mm
- Alimentation : 1 500 Vcc par caténaire
- Nombre de voies : Voie unique

### Tracé
|  |

### Services et interconnexions
La ligne est interconnectée avec la ligne Seibu Haijima à Hagiyama pour des services directs avec la ligne Seibu Shinjuku depuis Tamako.

### Liste des gares
La ligne comporte 7 gares, identifiées de ST01 à ST07.
| Numéro | Gare                | Nom japonais | Distance (km) | Correspondances                      | Localisation    |
| ------ | ------------------- | ------------ | ------------- | ------------------------------------ | --------------- |
| ST01   | Kokubunji           | 国分寺       | 0             | Seibu : Kokubunji JR East : Chūō     | Kokubunji       |
| ST02   | Hitotsubashi-Gakuen | 一橋学園     | 2,4           |                                      | Kodaira         |
| ST03   | Ōmekaidō            | 青梅街道     | 3,4           | JR East : Musashino (à Shin-Kodaira) | Kodaira         |
| ST04   | Hagiyama            | 萩山         | 4,6           | Seibu : Haijima (interconnexion)     | Higashimurayama |
| ST05   | Yasaka              | 八坂         | 5,6           |                                      | Higashimurayama |
| ST06   | Musashi-Yamato (ja) | 武蔵大和     | 8,1           |                                      | Higashimurayama |
| ST07   | Tamako              | 多摩湖       | 9,2           | Seibu : Yamaguchi                    | Higashimurayama |

## Matériel roulant

### Actuel
La ligne Tamako est parcourue par des trains suivants.

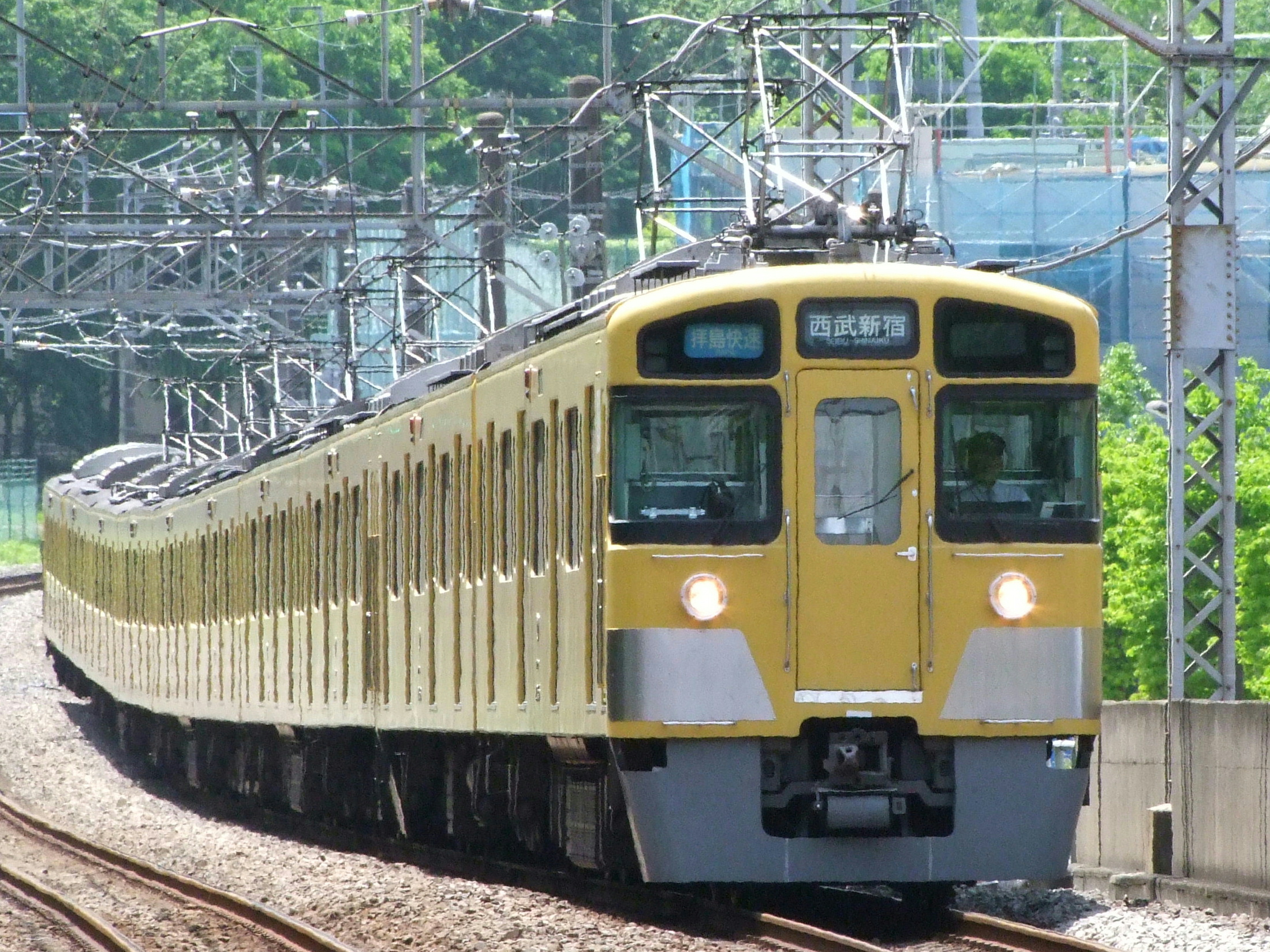
Seibu série 2000
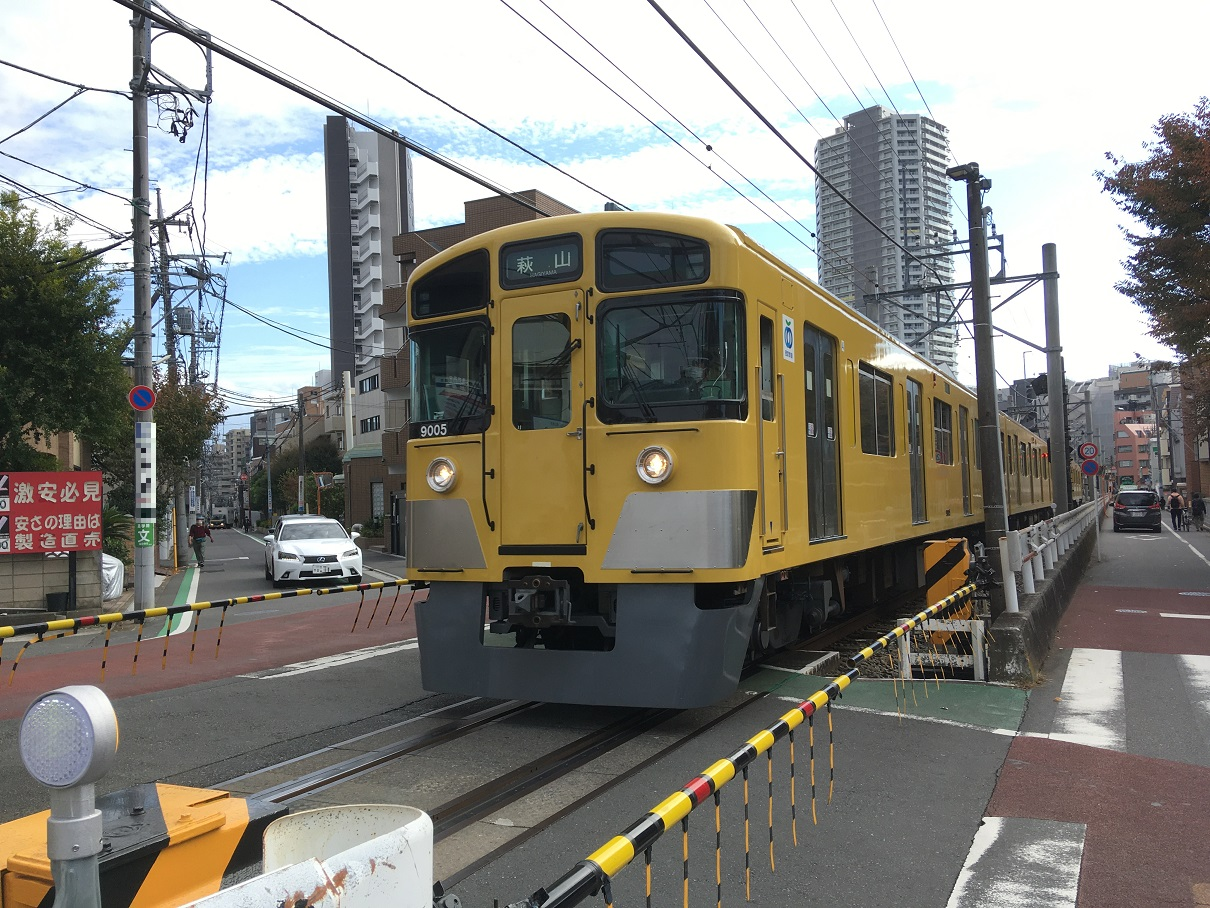
Seibu série 2000
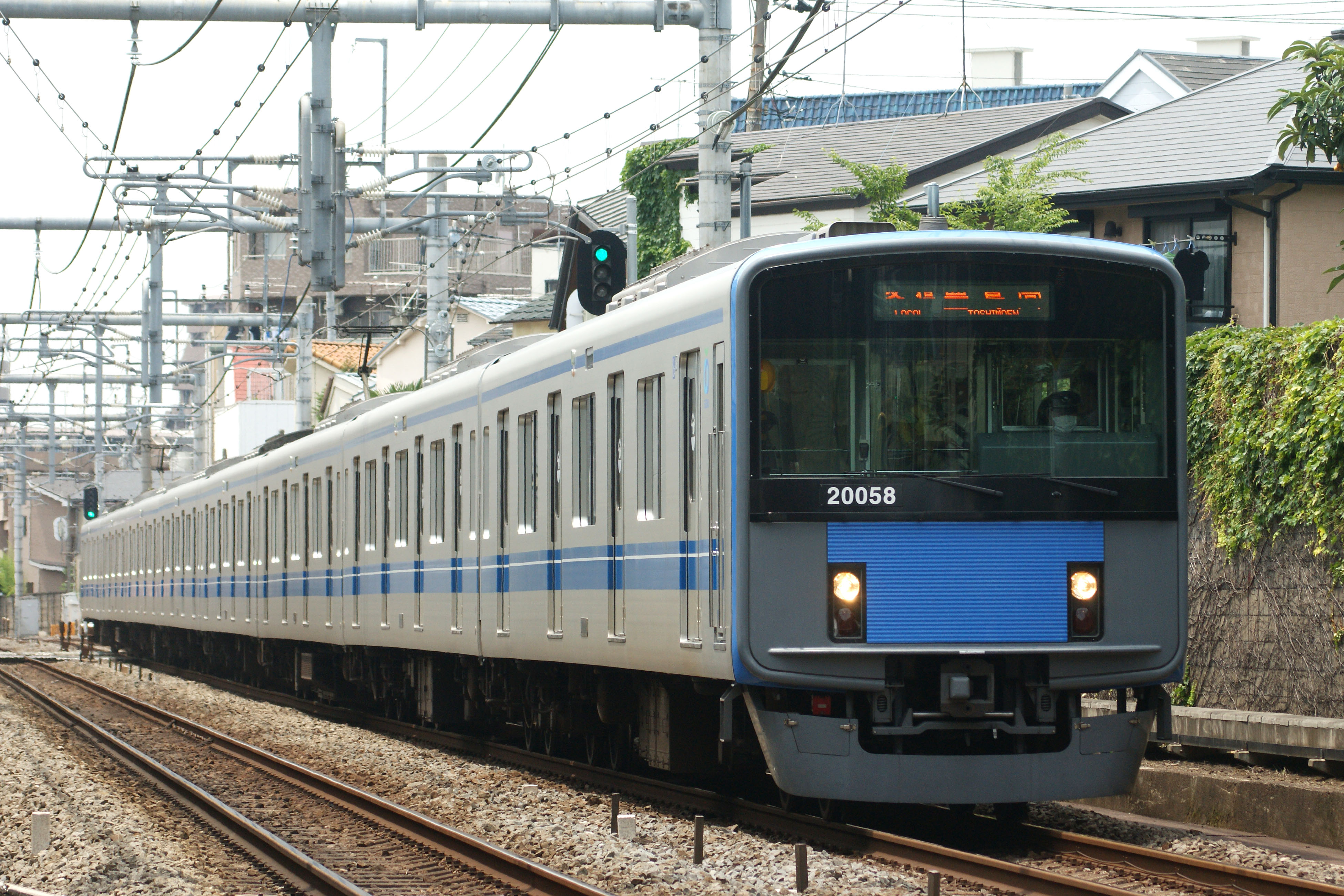
Seibu série 20000
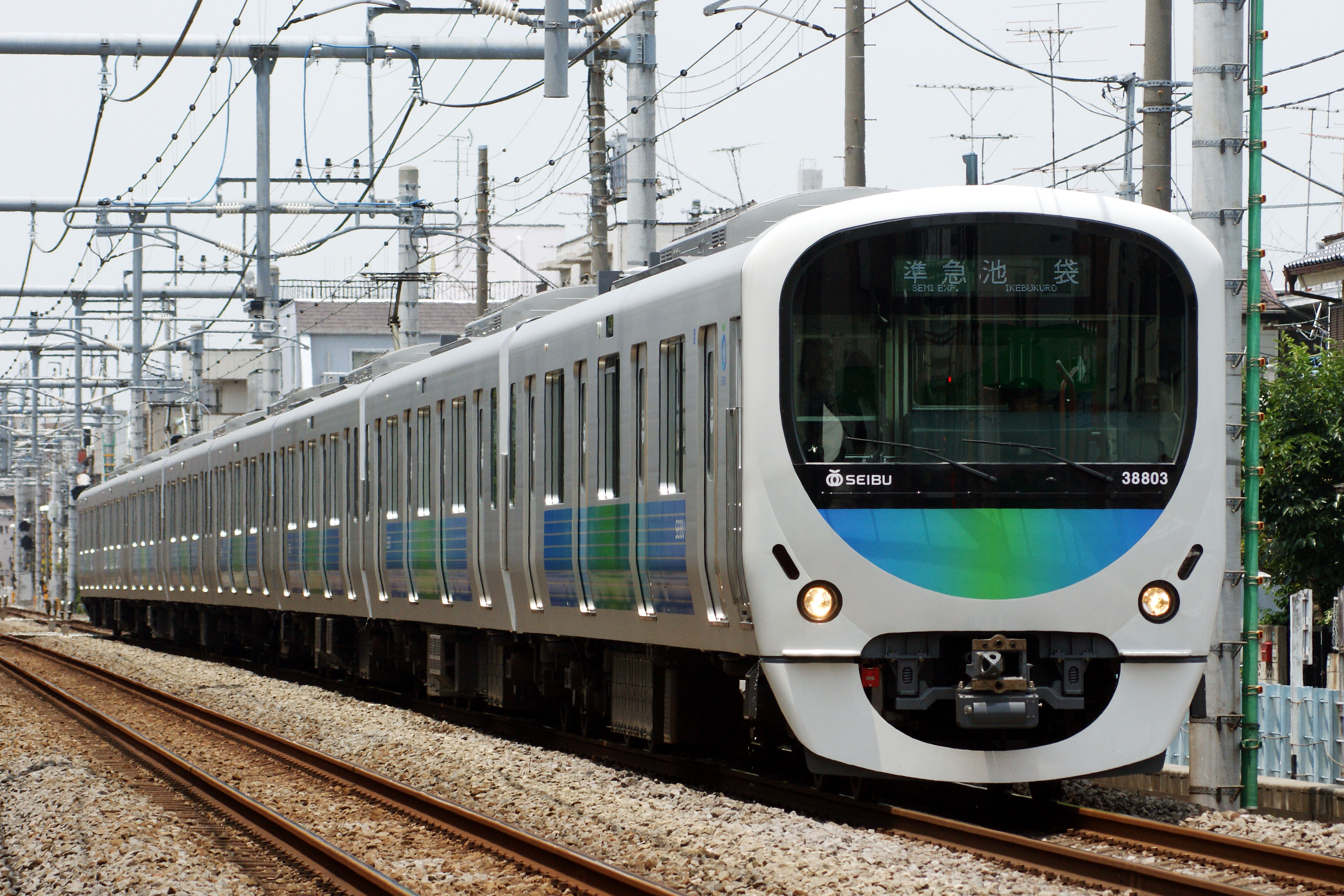
Seibu série 30000

### Ancien

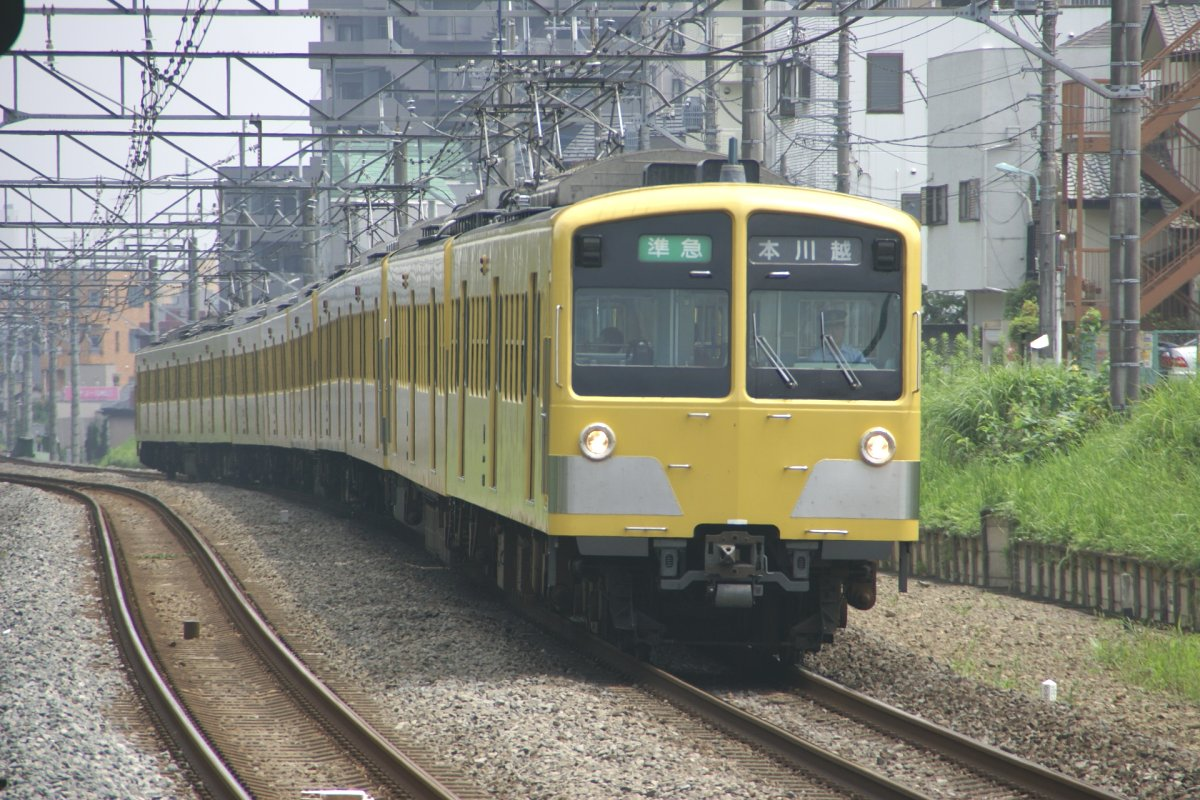
Seibu série 101
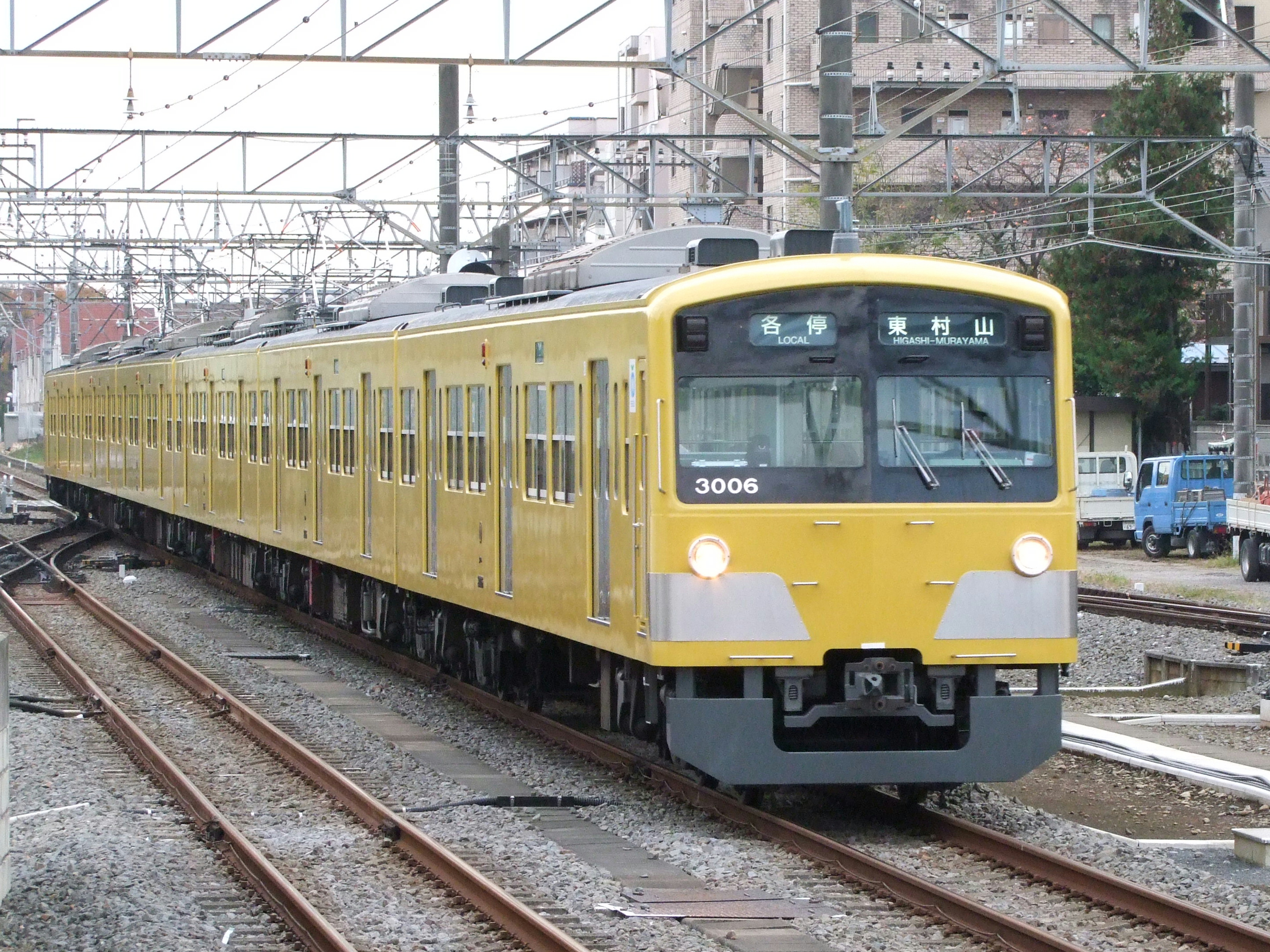
Seibu série 3000